# Koshisaurus
Koshisaurus (лат.) — род базальных гадрозавроидов из формации Китадани (Япония). Открытие рода предполагает, что гадрозавроиды имели более высокое разнообразие в восточной части Азии в раннем меловом периоде. «Koshi» в родовом имени означает старое японское название региона, включающего префектуру Фукуи, где были обнаружены ископаемые остатки рода.

## Описание

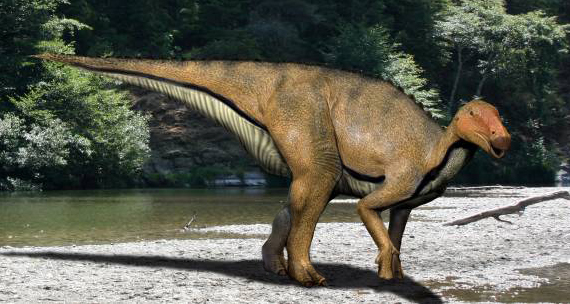
Реконструкция

Koshisaurus был непохож на большинство гадрозавроидов из-за того, что он обладал анторбитальной ямке, а также тремя вспомогательными ребрами на его верхнечелюстных зубах, аналогично тем, что у Equijubus. Эти хребты также присутствуют в азиатских родах Xuwulong, Jinzhousaurus и Altirhinus; но у всех трех отсутствуют анторбитальные ямки, что делает их более продвинутыми, чем Koshisaurus.